# Koruška evropská

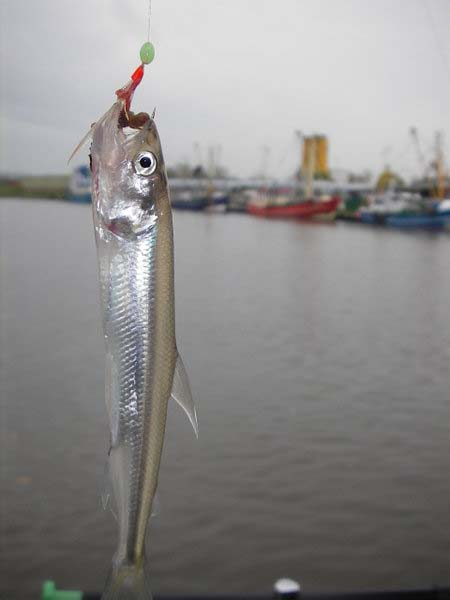
Čerstvě ulovená koruška

Koruška evropská (Osmerus eperlanus), starším českým názvem řepacha, je drobná koruškovitá ryba vyskytující se v Severním a Baltském moři a jejich úmoří.

## Vzhled
Dorůstá délky okolo 20 cm, má dlouhé štíhlé tělo. Typickými znaky jsou špičatá hřbetní ploutev a protažená spodní čelist. Barva je šedostříbrná, někdy přecházející v načervenalou. Šupiny jsou velmi jemné a volně upevněné.

## Způsob života
Zimu tráví korušky v hloubce, v březnu začíná migrace do řek za účelem rozmnožování (jedna samička naklade naráz až 40 000 jiker). Jikry leží na dně. Larvální stadium trvá dosti dlouho, a teprve když jsou rybky dlouhé 4 – 5 cm, vyvíjejí se jim šupiny a táhnou do moře. V moři žijí v temných hlubinách. Živí se převážně živočišným planktonem. Dožívá se šesti let. V jezerech severozápadního Ruska žije zakrslá forma korušky nazývaná snětok.

## Využití
Korušky jsou přes svoji nevalnou velikost oblíbeným jídlem jako smažené, nakládané nebo sušené. Mají specifickou vůni připomínající okurky. V minulosti byly tyto ryby velmi hojné, používaly se také jako hnojivo. V průběhu 20. století jich hodně ubylo v důsledku průmyslového znečištění.

## Kuriozita
Německé město Lüneburg vyhlásilo v roce 2007 Rok korušky a lákalo turisty na kulinářské speciality i umělecká díla spojená s touto rybou.